# Hardwarový klíč

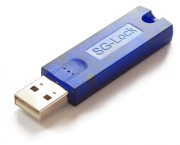
Hardwarový klíč

Hardwarový klíč (též dongl, z anglického dongle) je v informatice označení pro hardwarové zařízení připojující se k počítači (na USB port, dříve na paralelní port). Hardwarový klíč přidává počítači novou funkci, která jinak není v počítačích dostupná, čímž umožňuje softwarově zjistit jeho přítomnost a patřičným způsobem reagovat v počítačovém programu (typicky umožnit jeho spuštění a tím i používání). Hardwarový klíč se používá pro omezení možnosti nelegálního používání software, tj. softwarového pirátství.

## Použití hardwarového klíče
Klíč je používán převážně k ověření platnosti licence používané aplikace, aby se zabránilo jejímu nelegálnímu užití. Při spuštění aplikace se ověří připojení klíče k počítači. V případě, že klíč nebude nalezen, aplikace se může ukončit, nebo uzamkne vybrané vlastnosti například pro export dat.
Obdobným způsobem funguje i ochrana při ochraně uživatelských účtů. Při přihlašování uživatele k účtu je mimo zadaných přihlašovacích údajů ověřena platnost připojeného klíče. Tímto je omezena možnost zneužití získaných údajů třetí osobou. Často je tento způsob ochrany použit u internetového bankovnictví.

## Typy klíčů
Pro připojení externího klíče je používán některý port počítače (dnes typicky USB, dříve též sériový nebo paralelní port). Jako klíč je možné využít jiné zařízení, které je připojeno k počítači (například určitý kód uložený v BIOSu počítače či notebooku se používá na umožnění instalace Microsoft Windows, antivirového programu nebo jiného software dodávaného s novým počítačem).

### Paralelní hardwarové klíče
Hardwarový klíč do paralelního portu funguje obdobně, jako klíč do USB rozhraní. Tyto klíče ale bývají průchozí, aby použití klíče neznemožnilo použití dalších zařízení, např. tiskárny.
V případě, že je současně používáno více aplikací vyžadující připojení vlastního klíče, je možné klíče řetězit právě proto, že jsou průchozí. Řetězení klíčů je v případě použití paralelního portu často nezbytné, protože paralelní port býval na počítači pouze jeden.

## Obálkové klíče
Obálkový klíč dešifruje data zaslaná do klíče. Dešifrovat je možné i samotný kód programu (strojový kód). Tento typ klíče je považován za jeden z nejefektivnějších hardwarových prostředků na ochranu software.

## Ochrana dat na externí paměti
V některých paměťových zařízeních jsou data šifrována na úrovni hardware, čímž jsou chráněna pro případ odcizení. Uživatel nastaví číselný kód, který funguje jako klíč pro šifrování přenášených dat mezi pamětí a počítačem. Data jsou v externí paměti ukládána v šifrované podobě a v případě zadání špatného klíče nebo mechanického obejití šifrovacího mechanizmu jsou bezcenná.
Ochrana se používá nejen u USB flash disků, ale i jako součást firmware u pevných disků (disky jsou pak například označovány jako enterprise, tj. určené pro velké firmy). V případě pevných disků je nutné, aby BIOS počítače podporoval zavedení potřebného kódu, jinak není po spuštění počítače disk čitelný a není z něj možné nabootovat operační systém.